# Lucas Chevalier
Lucas Eugène Chevalier (* 6. listopadu 2001) je francouzský fotbalista, který hraje jako brankář za francouzský klub PSG.

## Reprezentační kariéra
Chevalier je bývalý francouzský mládežnický reprezentant. V přátelských zápasech nastoupil za týmy do 16 a 18 let . V roce 2024 byl povolán do francouzského olympijského fotbalového týmu, v předběžné nominaci byl po boku svých spoluhráčů z Lille Bafodé Diakitého a Lenyho Yora.
Dne 7. listopadu 2024 byl Chevalier poprvé povolán do francouzského seniorské reprezentace.